# Station Sainte-Maure - Noyant
Station Sainte-Maure - Noyant is een spoorwegstation in de Franse gemeente Noyant-de-Touraine.